# Troféu Cinco Violinos de 2017
O Troféu Cinco Violinos de 2017 foi a 6ª edição do Troféu Cinco Violinos disputada no dia 29 de julho de 2017, no Estádio José Alvalade, Lisboa. Para esta edição o convidado para a disputa foi o time italiano da Fiorentina, em solidariedade e homenagem ao ocorrido com o torcedor italiano Marco Ficini, que faleceu após ser atropelado. Marco era torcedor da Fiorentina, mas estava em Portugal para assistir o derby entre Sporting e Benfica uma vez que as torcidas dos dois times tem uma relação de amizade.

## Forma de disputa
A competição consiste em uma única partida disputada em Portugal, sempre com o Sporting como anfitrião. O adversário é convidado. O vencedor da partida será declarado o campeão do torneio. Se houver empate durante o tempo normal será disputado uma prorrogação de 15 minutos para cada lado, se ainda assim persistir o empate, a disputa será decidida na cobrança de penalidades máximas.

## Equipes participantes
| País     | Equipe     | Em 2016 | Participações (última) | Títulos (Último) |
| -------- | ---------- | ------- | ---------------------- | ---------------- |
| Portugal | Sporting   | Campeão | 5 (2016)               | 5 (2016)         |
| Itália   | Fiorentina | –       | 1 (2013)               | 0                |

## Detalhes da partida
| 29 de julho de 2017 | Sporting     | 1 – 0 | Fiorentina | Estádio José Alvalade, Lisboa          |
| 18h00 (UTC+1)       | Bas Dost 29' |       |            | Público: 37 775 Árbitro: João Pinheiro |

| Sporting | Fiorentina |

| SPORTING:    |    |                    |  |     |
|              |    |                    |  |     |
| G            | 1  | Rui Patrício       |  |     |
| LD           | 92 | Cristiano Piccini  |  |     |
| Z            | 55 | Tobias Figueiredo  |  |     |
| Z            | 14 | William Carvalho   |  |     |
| LE           | 5  | Fábio Coentrão     |  | 62' |
| V            | 16 | Rodrigo Battaglia  |  | 80' |
| M            | 8  | Bruno Fernandes    |  | 62' |
| M            | 9  | Marcos Acuña       |  | 62' |
| A            | 17 | Daniel Podence     |  | 62' |
| A            | 28 | Bas Dost           |  | 62' |
| A            | 77 | Gelson Martins     |  | 62' |
| Substitutos: |    |                    |  |     |
| G            | 26 | Ažbe Jug           |  |     |
| G            | 82 | Pedro Silva        |  |     |
| Z            | 64 | Ivanildo Fernandes |  |     |
| Z            | 98 | Merih Demiral      |  |     |
| LE           | 3  | Jonathan Silva     |  | 62' |
| V            | 23 | Adrien Silva       |  | 62' |
| M            | 21 | Mattheus Oliveira  |  |     |
| M            | 66 | João Palhinha      |  | 80' |
| M            | 11 | Bruno César        |  | 62' |
| A            | 45 | Iuri Medeiros      |  | 62' |
| A            | 10 | Alan Ruiz          |  | 62' |
| A            | 57 | Gelson Dala        |  |     |
| A            | 88 | Seydou Doumbia     |  | 62' |
| Treinador:   |    |                    |  |     |
| Jorge Jesus  |    |                    |  |     |

| FIORENTINA:   |    |                      |     |     |
|               |    |                      |     |     |
| G             | 57 | Marco Sportiello     |     |     |
| LD            | 76 | Bruno Gaspar         |     | 69' |
| Z             | 4  | Vitor Hugo           |     | 69' |
| Z             | 13 | Davide Astori        |     |     |
| LE            | 15 | Maximiliano Olivera  |     |     |
| V             | 6  | Carlos Sánchez       |     |     |
| M             | 19 | Sebastián Cristóforo | 37' | 46' |
| M             | 24 | Ianis Hagi           |     | 69' |
| M             | 25 | Federico Chiesa      |     | 78' |
| A             | 30 | Khouma Babacar       |     | 69' |
| Substitutos:  |    |                      |     |     |
| G             | 22 | Michele Cerofolini   |     |     |
| G             | 97 | Bart Dragowski       |     |     |
| LD            | 40 | Nenad Tomović        |     | 69' |
| Z             |    | Julian Illanes       |     |     |
| Z             |    | Nikola Milenković    |     | 69' |
| LE            |    | Luca Ranieri         |     |     |
| M             | 14 | Matías Fernández     |     | 69' |
| M             |    | Jordan Veretout      |     | 46' |
| A             |    | Ante Rebić           |     | 78' |
| A             |    | Gabriele Gori        |     |     |
| A             |    | Riccardo Sottil      |     |     |
| A             | 9  | Nikola Kalinić       |     | 69' |
| Treinador:    |    |                      |     |     |
| Stefano Pioli |    |                      |     |     |